# Henry Sénès
Henry Sénès (* 17. Februar 1877 in Le Muy; † 24. März 1961 ebenda) war ein französischer sozialistischer Politiker und Résistance-Kämpfer.

## Leben
Henry Sénès, Sohn und Enkel republikanischer Aktivisten, wurde nach dem Abitur Landwirt (Weinbau und Seidenraupenzucht). Er trat 1899 in die Parti ouvrier français ein; der Zeitpunkt seines Beitritts zur Section française de l’Internationale ouvrière (SFIO) ist unklar (spätestens 1919–1920).
1912 wurde er zum Bürgermeister seiner Heimatgemeinde gewählt und bis 1940 (nun mit der SFIO) wiedergewählt. Im Ersten Weltkrieg wurde er eingezogen. Im Jahr 1925 wurde Henry Sénès in den Generalrat gewählt und behielt auch dieses Mandat bei. 1931 wurde er Präsident des Syndikats der Seidenraupenzüchter.
Seine Bedeutung innerhalb der SFIO im Département Var nahm nach 1933 im Rahmen der neosozialistischen Spaltung zu, da eine deutliche Mehrheit der Aktivisten und lokalen Mandatsträger die Ideen von Pierre Renaudel unterstützten und die Sozialistische Partei verließen. Henry Sénès wurde 1935 zum Senator und ein Jahr später zum Präsidenten des Conseil Général gewählt. Er spielte eine wichtige Rolle bei der Annäherung zwischen Sozialisten und Kommunisten in seinem Département.
Am 10. Juli 1940 stimmte er gegen die erweiterten Vollmachten für Philippe Pétain. Als Vergeltungsmaßnahme löste das Vichy-Regime am 22. November 1940 den Gemeinderat von Le Muy bis „zum Ende der Feindseligkeiten“ auf und entzog Henry Sénès die Schärpe des Bürgermeisters. Ein Jahr später wurde der ehemalige Senator aus dem Orden der Ehrenlegion ausgeschlossen.
Er schloss sich 1941 der Résistance an und beteiligte sich am Comité d’action socialiste und später an der Wiedergründung der SFIO im Untergrund. Von den Bewegungen Combat und Armée secrète, zu denen er Kontakt aufgenommen hatte, war er wenig begeistert und zog es vor, mit dem englischen Nachrichtendienst Secret Intelligence Service zusammenzuarbeiten.
In Le Muy ist eine Straße nach Henry Sénès benannt.